# Li Ho
Li Ho, (pinjin: Li He; kínai: 李賀; Wade-Giles átírás: Li Ho) (Lojang (Luoyang) 790. - 816.) Fiatalon elhunyt, eredeti stílusú, nagy fantáziájú kínai költő a Tang-dinasztia korából. Felnőtt korában kapott tiszteleti neve Csang-csi (Changji) (長吉) volt.

## Élete és munkássága
Csangku (Changgu)ban (昌谷), a mai Lojang (Luoyang) területén született, Honan (Henan) tartományban, elszegényedett, de a császári házzal távoli rokonságban álló családban született. Apja korán meghalt; a már gyermekkorában nagy tehetséget mutató költőt édesanyja nevelte. Apja neve véletlenül egyezést mutatott a császári vizsga elnevezésével, ezért a név-tabu miatt eltanácsolták a vizsgától. Barátja és pártfogója, Han Jü (Han Yu) biztatására később mégis megpróbálkozott a vizsgával, de sikertelenül. Beteges, magas, sovány alkatú volt, hosszúra növesztett körmökkel, arisztokratikus mozdulatokkal és tartással. Nagyon fiatalon megőszült.Szegény sorban élő kishivatalnokként halt meg 27 éves korában, valószínűleg tüdőbajban.
Mintegy 240 verse maradt fenn. Költészetét nagy csodálat övezte a késői Tang korszakban. Nem került be azonban A Tang-kor háromszáz verse néven ismert népszerű gyűjteménybe.
Excentrikus költészete miatt „szellem-költőnek” is nevezték. Mao Ce-tung (Mao Zedong) kedvenc költői közé tartozott.

„Hihetetlenül bonyolult versei, melyekben a költő nyugtalanító egyénisége az egész kínai történelemmel és mitológiával együtt vitustáncot jár, mégis első hallásra érthetőek.”

– Faludy György: Kínai költészet, 91. oldal

## Li Ho hatása
1968-ban a Pink Floyd idézett egyik verséből a Set the Controls for the Heart of the Sun című dalukban. 
Az eredeti vers magyarul:
Csjü Csjüangnak és Jang Csing-Csinnek írtam, mikor elhagytam a várost

„Lázas fű és sötétlő ég,

tízezer mérföld tavasz.

Búcsúzom s egy jelre várok,

csodára, mely ittmaraszt.

Hanok kardja, nem repülsz el?

Mért hagysz cserben engemet?

Nem vagyok szikla, csak homok,

mi a szélben elpereg...”

– Herczeg Ferenc fordítása